# Décyl glucoside
Le décyl glucoside est un composé organique de la famille des glucosides, les hétérosides du glucose. C'est un tensioactif non ionique utilisé dans la formulation de cosmétiques et apprécié pour son caractère non agressif, et donc adapté aux peaux sensibles (bébé, enfants, atopies).
Il est produit par la liaison de deux composants issues de plantes (glucose et alcool gras en C10 issue de la noix de coco), et de ce fait très biodégradable, il est souvent utilisé par les sociétés formulant des cosmétiques plus naturels.